# Carl Bertilsson
Carl Adolf Hjalmar Bertilsson (ur. 10 października 1889 w Drängsered, zm. 16 listopada 1968 w Vånga) – szwedzki gimnastyk.

## Życiorys
Na Igrzyskach wystąpił w ich letniej edycji z 1908 w Londynie, gdzie zdobył złoty medal w drużynowych zawodach gimnastycznych. Brat Pera Bertilssona.